# Luxemburgisch-deutscher Nationalrajon
Der Luxemburgisch-deutsche Nationalrajon (russisch Люксембургский немецкий национальный район Ljuksemburgski nemezki nazionalny rajon; ukrainisch Люксембурзький німецький національний район Ljuksemburskyj nimezkyj nazionalnyj rajon) war eine zwischen 1925 und 1939 bestehende administrative Gebietseinheit in der Ukrainischen Sozialistischen Sowjetrepublik.
Der Nationale Rajon wurde auf Grundlage eines Dekrets des Zentralen Exekutivkomitees der Union und des Rates der Volkskommissare der Ukrainischen SSR vom 30. April 1925 geschaffen und war ursprünglich Teil des Okrug Mariupol (Мариупольский округ).
Der Hauptort des Rajons war das Dorf Rosiwka in der heute ukrainischen Oblast Saporischschja. Ab 1788 zogen deutsche Kolonisten in das Gebiet, sodass es hier 1928 44 Siedlungen gab, darunter 40 deutsche, zwei ukrainische, eine griechische und eine gemischte. Sie hatten insgesamt 18.714 Einwohner, darunter 15.284 (81,3 %) Deutsche, 1.065 (5,6 %) Griechen, 924 (5 %) Ukrainer, 823 (4,4 %) Russen, 606 (3,2 %) Juden und 12 (0,5 %) Personen sonstiger Herkunft. Am 1. Januar 1938 betrug die Bevölkerung 24.010 Personen und die Fläche des Bezirks betrug 821 Quadratkilometer.
Es gab katholische und lutherische Kirchen sowie 36 Grundschulen und zwei Siebenjahresschulen, in denen die Unterrichtssprache Deutsch war. In lediglich drei Schulen des Rajon wurde Ukrainisch, Russisch und Griechisch unterrichtet. Während der Getreidebeschaffung der Jahre 1931/32 starben dutzende Menschen an Hunger. Anfang 1937 begannen Massenrepressionen in der Region: 73 Deutsche, zehn Griechen, drei Ukrainer und zwei Polen wurden festgenommen. 74 Menschen wurden zum Tode verurteilt, weitere ins Gulag deportiert.
1939 wurde der Nationalrajon aufgelöst und sein Territorium der Oblast Saporischschja und Donezk angegliedert.

## Ortschaften (Auswahl)
- Rosiwka
- Marynopil
- Luhanske
- Krasna Poljana